# Aerofony

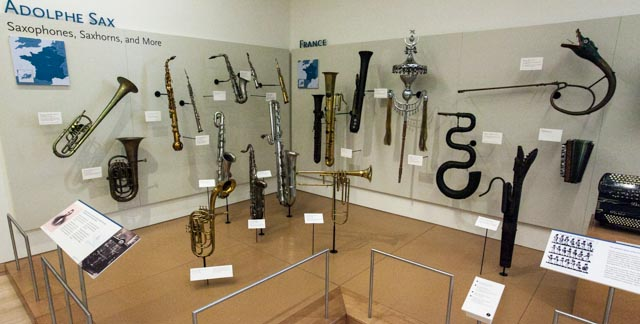
Niektóre aerofony z grupy dętych właściwych

Aerofony (gr. aeros = powietrze, gr. phonē = głos) – w klasyfikacji naukowej grupa instrumentów muzycznych, w których podstawowym źródłem dźwięku (wibratorem) jest drgające powietrze. Grupa aerofonów obejmuje instrumenty dęte (dźwięk powstaje w nich w wyniku zadęcia), w których powietrze ograniczone jest kanałem formującym tzw. słup powietrza (np. w trąbce, klarnecie, oboju i flecie), oraz instrumenty, w których powietrze drga w przestrzeni nieograniczonej (np. bat, czurynga, fisharmonia, akordeon, regał).
W starszych opracowaniach dotyczących instrumentów muzycznych aerofony utożsamiane były z instrumentami dętymi. Opublikowana w 1914 klasyfikacja naukowa, oraz współczesne opracowania instrumentoznawcze i instrumentologiczne wskazują instrumenty dęte jako część zbioru aerofonów, którego dopełnieniem są aerofony wolne.

## Budowa i zasada działania

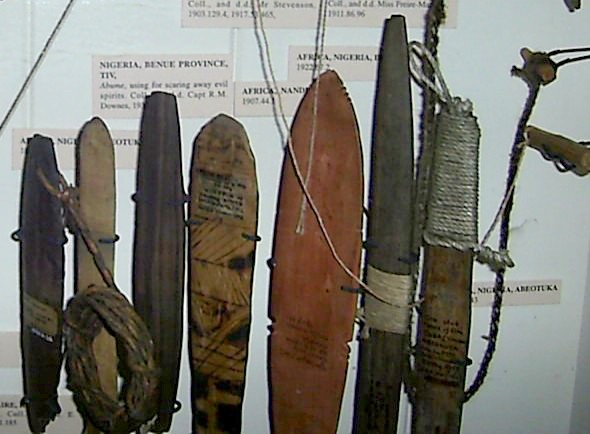
Czurynga – aerofon wolny

Budowa i zasada działania aerofonów z podgrupy dętych właściwych opisana jest w artykule instrumenty dęte.
W aerofonach wolnych, wibracje powietrza wzbudzane są poprzez bardzo szybkie przemieszczanie całego instrumentu lub jego części. W czuryndze, falę akustyczną wytwarza wiszący na sznurku kawałek drewna, który wprawiany jest w ruch obrotowy wokół dłoni instrumentalisty oraz ruch wirowy, wokół własnej osi. Na podobnej zasadzie działają przedmioty o niemuzycznym zastosowaniu podstawowym, m.in.: bąk dziecięcy, szabla oraz bat – cykliczna zmiana gęstości powietrza, której efektem jest fala dźwiękowa powstaje, kiedy mija ono ostrą krawędź przedmiotu. Wysokość dźwięku tego typu instrumentów zależy od ich kształtu i prędkości przemieszczania. W fisharmonii, akordeonie, regale oraz w stroikowych piszczałkach organowych, drgania powietrza wzbudzane są stroikiem, który podobny jest w budowie do klarnetowego, ale o wysokości dźwięku decyduje konstrukcja stroika, a nie gabaryty korpusu formującego słup powietrza.

## Podział

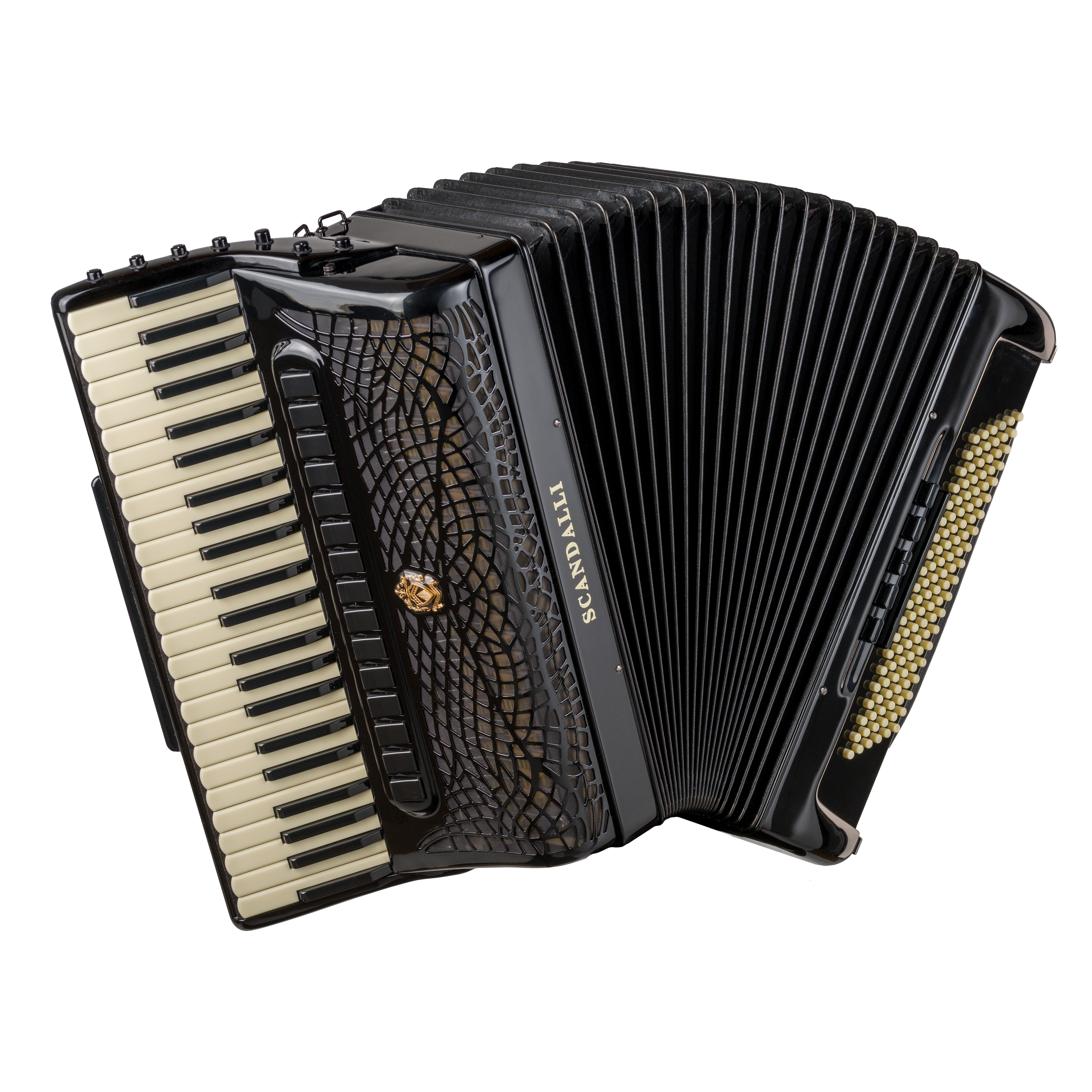
Akordeon – aerofon wolny

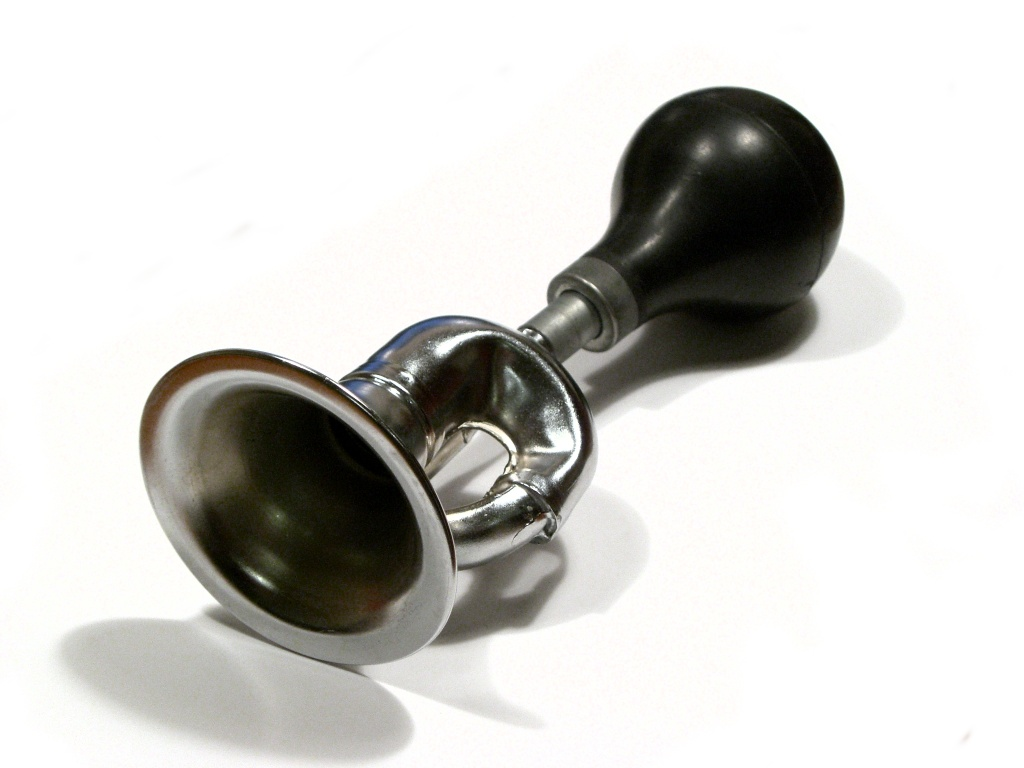
Jednostroikowy klakson używany we wczesnych samochodach – aerofon wolny

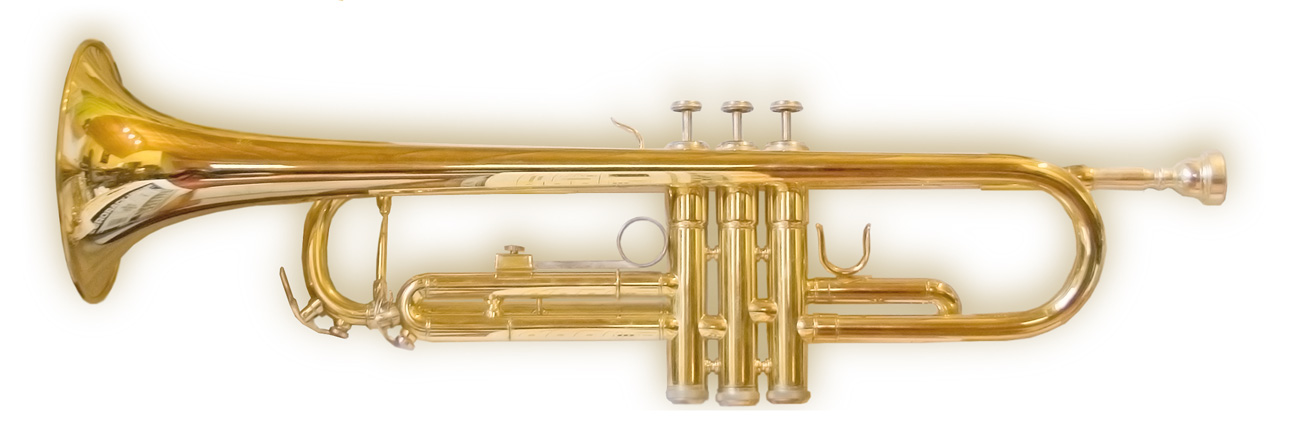
Trąbka – aerofon z podgrupy labrosonów – instrumentów z wargami jako stroikami

### Hornbostela-Sachsa
W opracowanej w 1914 przez Ericha Moritza von Hornbostela i Curta Sachsa, zrewidowanej w 2001 przez Konsorcjum MIMO klasyfikacji naukowej aerofonom przypisany jest identyfikator główny 4 i kolejno:
- 41: Aerofony wolne – wibrujące powietrze nie jest ograniczone przewodem instrumentu,
  - 411: Aerofony wolne dyslokujące powietrze – strumień powietrza uderza w ostrą krawędź lub ostra krawędź jest przemieszczana przez powietrze,
  - 412: Aerofony wolne interrupcyjne – strumień powietrza jest periodycznie przerywany,
  - 413: Aerofony wybuchowe – powietrze jest pobudzane do wibracji poprzez pojedyncze pobudzenie zagęszczającym powietrze uderzeniem,
- 42: Instrumenty dęte właściwe – powietrze wibruje wewnątrz samego instrumentu.
  - 420: Instrumenty krawędziowe, które nie są fletami – wabiki myśliwskie na kaczki,
  - 421: Instrumenty krawędziowe lub flety – wąski strumień powietrza jest skierowany na krawędź instrumentu dla pobudzenia słupa powietrza wewnątrz rury lub całości powietrza w jamie instrumentu,
  - 422: Piszczałki stroikowe – słup powietrza jest pobudzany do drgań przez przerywany stroikiem napływ strumienia powietrza,
  - 423: Labrosony (instrumenty stroikowe wargowe) – instrumenty z wargami jako stroikami – strumień powietrza przechodzi przez wibrujące wargi muzyka, co daje bezpośredni dostęp do mającego drgać w instrumencie słupa powietrza,
  - 424: Piszczałki membranowe – słup powietrza jest pobudzany do drgań przez okresowe uderzenia strumienia powietrza, dostępnego za pośrednictwem membrany periodycznie otwierającej i zamykającej szczelinę.

Ponadto, klasyfikacja Hornbostela-Sachsa wprowadza przyrostki definiujące dodatkowe parametry:
- -1: wibracje są sprzężone z przetwornikiem dla uzyskania sygnału elektrycznego, emitowanego poprzez wzmacniacz i głośniki,
- -4: ze zmianą długości przewodu instrumentu (z krąglikami itp.) przygotowaną, aby uzyskać przewidziany do gry strój nominalny,
- -5: z komorą powietrzną (kapsułą),
- -6: ze zbiornikiem powietrza,
- -7: z otworami bocznymi zatykanymi palcami,
- -8: z klawiaturą,
- -9: z napędem mechanicznym.

### Praktyczny
Podział uwzględniający konstrukcję oraz sposób wzbudzania dźwięku stosowany jest do podgrupy 42 (instrumenty dęte właściwe) i opisany jest w artykule instrumenty dęte.

## Historia

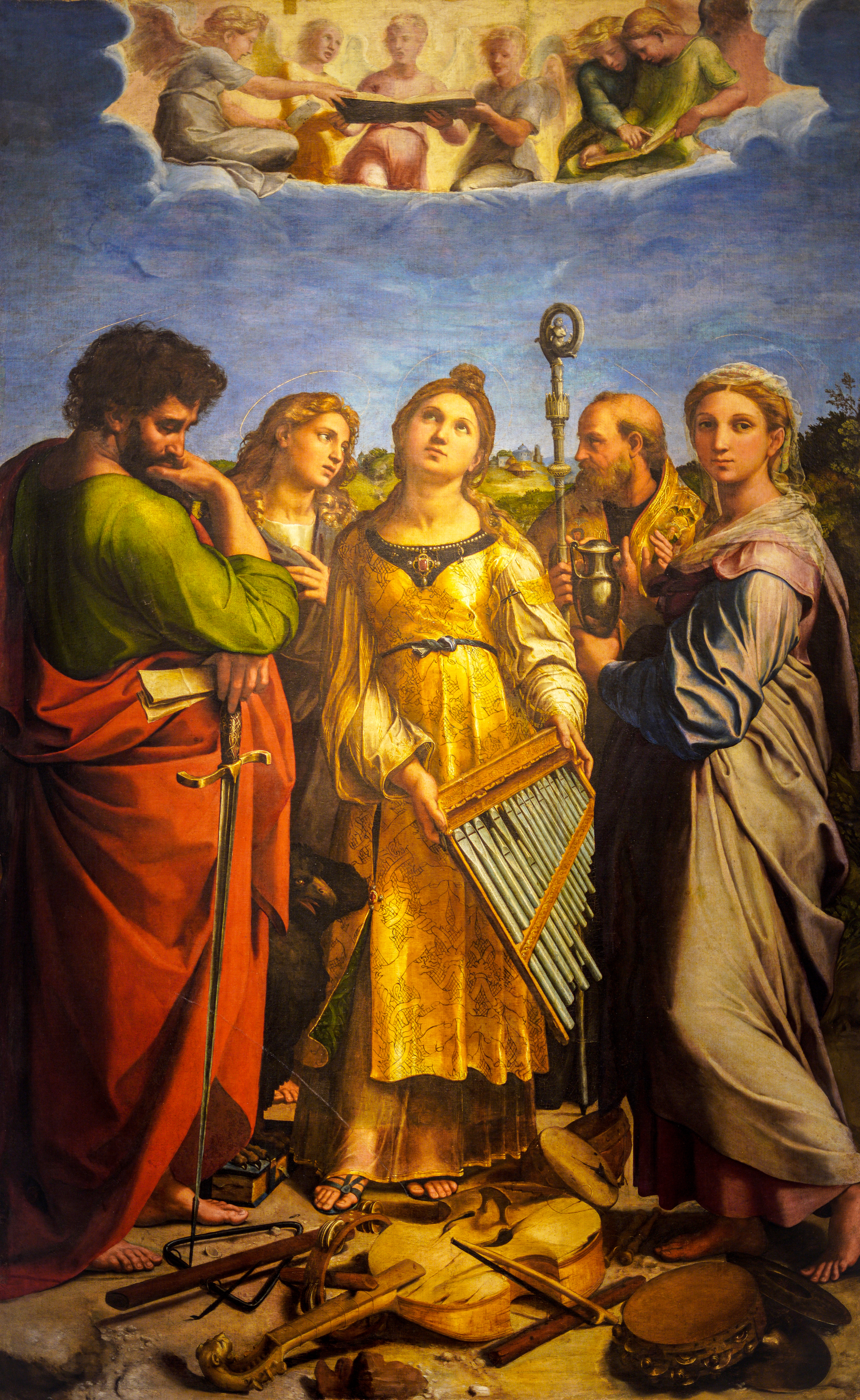
„Ekstaza św. Cecylii” (ok. 1514) – obraz Rafaela, na którym św. Cecylia trzyma portatyw – instrument muzyczny z grupy aerofonów wolnych

Aerofony to najstarsze po idiofonach instrumenty muzyczne. Ich geneza sięga prehistorii i związana jest z czynnikami rytualnymi. Aerofony były wykonywane z części roślin (piskawki ze źdźbła trawy, prymitywne trąbki ze zwiniętego liścia trzciny lub pustej gałęzi, czurynga z kawałka ponacinanego drewna) lub ze zwierzęcych i ludzkich kości (piszczałki o zadęciu krawędziowym i poprzecznym). W starożytności istniały już wszystkie rodzaje współczesnego instrumentarium dętego. W historii muzyki aeorofony zaczęły odgrywać ważną rolę w okresie baroku, kiedy były najważniejszym składnikiem instrumentarium kapel. Od epoki romantyzmu stanowią jedną z głównych grup orkiestry symfonicznej.